# هايبريد شير
Hybrid Share هو برنامج لـ مشاركة الملفات بين مجموعه من الأشخاص في شبكة الانترنت، يعمل هذا البرنامج على نظم تشغيل متعدده مثل لينكس ووندوز وأو إس 10، هذا البرنامج حر ومفتوح المصدر كُتب باستخدام لغة C مع جتك+ من أجل بناء الواجهة الرسوميه مع بيئة Mono، يتميز البرنامج بأنه قابل لإضافة ميزات جديده من خلال تقنية برنامج مساعد (حوسبة).

## ماضي
فكرة هذا البرنامج تعود إلى عام 2004. كان مبرمج هذا البرنامج يعمل على قرص حي وكان أحد اصدقائه يريد إرسال مجموعه من الملفات كبيرة الحجم. ولكن كانت هناك مشكله وهي كيف يمكن لهذه العملية ان تتم؟ حيث كانت احجام هذه الملفات لا تصلح من أجل ارسالها عبر البريد الالكتروني، ولم يكن صديقه يملك حساب بروتوكول نقل الملفات أو موقع على الشبكة، لذا لم يجدوا حل لهذه المشكلة، في اليوم التالي مباشرة بدأ المبرمج بكتابة برنامج بسيط باستخدام لغة C مع جتك+. كان البرنامج يكبر ومع بعض المشاكل مع لغة C قرر المبرمج ان ينتقل إلى لغة C مع Mono. تم طرح الاصدارات الأولى تحت اسم NyFolder وبعدها تم تسمية البرنامج بهذا الاسم الحالي.

## الفرق بين Hybrid Shareوند لند
يعمل البرنامج داخلياً مثل برامج ند لند ولكنه خارجياً يعمل مثل برامج المرسال التقليدية مثل بدجن وغيره.

## متطلبات التشغيل
- Mono
- جتك+
- Glade#
- Niry Sharp

## وصلات خارجية
- الموقع الرسمي